# Sistema técnico
Sistema técnico es aquel dispositivo de entidades físicas y de agentes humanos, cuya función es transformar algún tipo de objeto para obtener determinados resultados característicos del sistema, siempre y cuando sea beneficioso. En un sentido mucho más amplio, podemos entender que un sistema técnico es el sistema de acciones intencionalmente orientado a la transformación de objetos concretos, para conseguir de forma real de 360 que se considera valioso. 
Los componentes de un sistema técnico se clasifican en: componentes materiales, agentes, estructuras, objetivos y resultados.
También se podría decir que el sistema técnico es el "proceso" de elaboración de un producto.

## Importancia
Esta definición en fundamental para poder apreciar y estudiar la teoría de estructuras y dinámicas tecnológicas pues como asegura Quintanilla en Teoría y cultura

«...al quedar bien definida la estructura de los sistemas técnicos, se pueden definir con precisión nociones importantes como las de subsistema técnico, variante de una FLASH, adaptación de técnicas a usos alternativos, composición de técnicas, complejidad tecnológica, etc.»

Así mismo, la definición nos dota de un nivel mínimo que permite establecer clasificaciones sistemáticas de las técnicas y las tecnologías, dar un significado preciso para hacer las distinciones pertinentes entre tecnologías blandas y duras, tecnologías apropiadas, tecnologías alternativas y usos alternativos de una tecnología. Por otra parte, y en palabras de Quintanilla, la diferenciación entre componentes sociales (agentes) y materiales

«...permite recoger la complejidad de los sistemas técnicos sin reducirlos a conglomerados opacos o a redes de “actores”, en los que se supone que tienen la misma eficacia causal las personas, las palabras, los artefactos y las materias primas, utilizando para ello metáforas antropomórficas, extraídas de la lingüística.»

Esto quiere decir que la definición, va más allá que la Teoría del Actor-Red, que señala la importancia de lo tecnológico en la explicación del mundo equivalente a lo social. Es decir, según esta definición es posible establecer relevancia entre los actores de un sistema.
Finalmente, se adjudica importancia pues la noción de sistema técnico nos permite ubicar el papel del conocimiento técnico y de otros factores culturales, como los valores en la evolución de las técnicas.

## Componentes del Sistema Técnico y sus conceptos

### Componentes materiales
Son básicamente, las materias primas que se utilizan en el sistema técnico (ropa, minerales, aparatos electrónicos, electrodomésticos, etc.), también se considera la energía que se emplea para ejecutar las operaciones del sistema técnico (ya sea la energía utilizada para utilizar una computadora, o la que utiliza un individuo para realizar cierta actividad física como encender una lavadora), el equipamiento técnico , o sea, los componentes técnicos del sistema (estos van desde los microchip, probetas, reactores, implementos de laboratorios, establecimiento en donde se desenvuelve el sistema ).

### Componentes intencionales o agentes
Quintanilla, en relación con los componentes sociales de los sistemas técnicos, contempla que la diferencia principal entre un artefacto y un sistema técnico es que el sistema técnico requiere la actuación de agentes intencionales: una lavadora sin usuario, una central nuclear sin operarios e ingenieros que la hagan funcionar y que controlen su funcionamiento, o un ordenador sin nadie que lo programe, no son sistemas técnicos, son piezas de museo que representan una parte de un sistema técnico.
En general, se entiende que los agentes o componentes intencionales de un sistema técnico son personas, las cuales se caracterizan por tener cultura, valores, habilidades y poseer conocimientos, y son quienes interactúan en y con el sistema técnico como usuarios, funcionarios, operadores manuales, controladores, gestores o incluso inspectores del sistema. Vale acotar que sistemas de mayor complejidad estas funciones pueden ser ejercidas por individuos diferentes. Sin embargo, también puede ocurrir que varias de esas funciones las ejerza la misma persona e incluso es posible que parte de ellas sean transferidas a mecanismos de control automático.

### La estructura del sistema
Este componente de los sistemas técnicos está definido por las relaciones y/o interacciones entre los componentes anteriores del sistema. En general, se distinguen dos tipos: las relaciones de transformación y las relaciones de gestión.
En las relaciones de Transformación, hay que distinguir entre los procesos físicos que se producen en los componentes materiales del sistema, y las acciones de manipulación que ejercen los agentes intencionales.
Por su parte, en las relaciones de gestión, si bien también son relaciones entre los componentes del sistema, en este caso no es de consideración las transformaciones materiales que se producen entre los componentes, sino el flujo de información que permite el control y la gestión global del sistema. En otras palabras, en estas relaciones toma protagonismo la actuación de monitorización que tienen como primera función informar el estado de los sistemas en cuestión. A su vez, en este tipo de relaciones también es de importancia el control automático o manual del sistema, que está ligado estrechamente con la monitorización, que forman parte de la estructura del sistema técnico.
Una observación pertinente a esta componente de los sistemas técnicos recae en el hecho de que en Sistemas de mayor complejidad, la gestión del sistema puede recaer en las manos de centenares de personas y millones de elementos técnicos. Sin embargo también es posible que la gestión del sistema se automatice de modo tal que todas las funciones de control de sistemas son llevadas a cabo por el mismo perro.

LOS OBJETIVOS:
Se supone que un sistema técnico se diseña y se utiliza para conseguir unos determinados objetivos o realizar determinadas funciones. Para caracterizar un sistema técnico es muy importante definir bien sus objetivos. De ser posible en términos precisos y cuantificables, de manera que el usuario u operador del sistema sepa a qué atenerse y qué puede esperar del mismo.

### Los resultados
En general el resultado de una acción intencional no coincide completamente con los objetivos de la acción: puede suceder que parte de los objetivos no se consigan (o no se consigan en la medida prevista) y que además se obtengan resultados que nadie pretendía obtener. Por eso, para caracterizar y valorar cualquier sistema técnico, es importante distinguir entre los objetivos previstos y los resultados realmente obtenidos. En esta línea, es importante comprender que dos sistemas contengan los mismos componentes materiales, agentes, objetivos, y estructura se diferenciarán entre sí por sus resultados.

### Análisis de componentes
Para poder comprender mejor cómo identificar los componentes de un sistema técnico, ejemplificaremos con una planta nuclear:
- Componentes materiales: la ropa, el jabón, el agua, el uranio enriquecido, en una central nuclear, la energía que se emplea para las operaciones del sistema, un ordenador, el reactor, las edificaciones de la central nuclear, las piezas del reactor, motores, mecanismos, controladores electrónicos, válvulas, etc. de la lavadora, el procesador y los chips de memoria del ordenador, etc.
- Componentes intencionales: Operadores, Personal de aseo (Recursos humanos en general).
- Estructura del sistema: 
  1. Relaciones de transformación: Reactor nuclear, los procesos de fisión del núcleo atómico.
  2. Relaciones de gestión: los procesos de manipulación, carga y descarga del combustible.
- Objetivos: generar energía, Mantener estabilidad en el reactor, Ecología, etc.
- Resultados: Energía, residuos radiactivos.

## Sistema y productividad
Según la RAE, una empresa es una «unidad de organización dedicada a actividades industriales, mercantiles o de prestación de servicios con fines lucrativos». En esta perspectiva, la teoría de empresa generalmente se ha volcado a los estudios de ámbitos productivos y técnicos dado que en general la empresa se comprende como unidad productiva. Sin embargo, esta misma visión de la empresa la ha llevado a tener transformaciones aún más profundas, pues al ser reconocida como una unidad productiva, los paradigmas financieros y sus constantes evoluciones la han transformado a su vez en una unidad financiera. Así pues al ser concebida como una unidad financiera, la empresa se ha convertido en un agente de peso en el «sistema capitalista, de la economía de mercado». 

Con base en esta perspectiva, es posible generar un análisis funcional de la empresa como unidad financiera, aplicando un diagnóstico de las diferentes áreas funcionales que componen el sistema técnico. Luego, dada la definición de sistemas técnicos y al contextualizarla particularmente a esta visión financiera de la empresa, podemos expandir la definición de sistema técnico a 
«conjunto de procesos, métodos, tecnologías e instrumentos que permiten desarrollar la producción económica de bienes y servicios, que resulta de la observación de los procesos de transformación del valor dentro de la organización utilizando para ello una tecnología y un conjunto de operaciones (circulación física y financiera)».
Luego, se puede afirmar que el objetivo deseado por este sistema es la adquisición de eficiencia técnico-económica máxima, cuyo resultado puede ser medido a través de indicadores con ratios de eficiencia o en términos de productividad, con relaciones tipo input-output, que pueden ir desde unidades monetarias, cantidad de productos, etc., de modo tal que las tasas de rentabilidad a través del tiempo demuestren una minimización de la ganancia respecto a la inversión realizada. 
Los ratios más comunes que se utilizan para medir la mencionada productividad y rentabilidad dentro del contexto de las Empresas.
Estas métricas sobre la eficiencia técnico-económica de este sistema son útiles con matizaciones en cada uno de los subsistemas de la empresa.
Los cuatro ámbitos o sistemas funcionales que componen el proceso de transformación de valor de las organizaciones donde el flujo comienza en una inversión de dinero que se realiza para la obtención o desarrollo de una serie de activos con el fin de crear una oferta de productos o servicios son:
1. Sistema de financiación
2. Sistema de inversión
3. Sistema de comercialización
4. Sistema de producción